# Fédération internationale de tir sportif
La Fédération internationale de tir sportif, (couramment désignée par le sigle anglais ISSF pour International Shooting Sport Federation) est une association qui regroupe les fédérations nationales membres dans le monde. Son rôle est de gérer et développer le tir sportif à l'échelon international.
L'ISSF rassemble aujourd'hui 154 fédérations nationales. Son siège est à Munich (Allemagne).

## Histoire
L'instance est fondée en 1907 sous le nom d'Union internationale de tir avant de prendre son nom actuel en 1998.

## Fédérations membres
L'ISSF est composée des organisations nationales de tir qui sont dûment reconnues par l'ISSF comme le seul organe de contrôle des sports de tir amateur et qui sont reconnues et affiliées au Comité National Olympique. L'adhésion est ouverte à une fédération de chaque pays. Les pays avec deux fédérations membres reconnues avant 1989 peuvent conserver une double adhésion.
À l'heure actuelle, 161 fédérations nationales affiliées sont affiliées à l'ISSF.
| Afrique African Shooting Sport Federation | Amériques Shooting Confederation of the Americas | Asie Asian Shooting Confederation | Europe European Shooting Confederation | Océanie Oceania Shooting Federation |
| --- | --- | --- | --- | --- |
| - Algérie (Fédération Algérienne de Tir Sportif) - Angola (Federação Angolana de Tiro) - Cameroun (Fédération Camerounaise de Tir Sportif) - Égypte (Egyptian Shooting Federation) - Ghana (Ghana Shooting Sports Federation - GSSF) - Kenya (The Kenya Sports Shooting Federation) - Libye (Libyan Shooting Federation) - Maroc (Fédération Royale Marocaine de Tir Sportif) - Mauritanie (Fédération Mauritanienne de Tir Sportif) - Namibie (Namibia Sport Shooting Federation) - Nigeria (Nigeria Shooting Sport Federation) - Afrique du Sud (South African Shooting Sport Confederation) - Rwanda (Rwanda Archery and Shooting Sports Federation) - Sénégal (Fédération Sénégalaise de Tir et de Chasse) - Soudan (Sudanese Shooting Federation) - Tunisie (Fédération Tunisienne de Tir) - Ouganda (Uganda Shooting Sport Federation) - Zimbabwe (Zimbabwe Shooting Sport Federation) | - Argentine (Federación Argentina de Tiro) - Aruba (Aruba Shooting Association) - Barbade (Barbados Shooting Council) - Bolivie (Federación Boliviana de Tiro Deportivo) - Brésil (Confederação Brasileira de Tiro Esportivo) - Canada (Shooting Federation of Canada) - Îles Caïmans (Cayman Islands Sport Shooting Association - CISSA) - Chili (Federación Deportiva Nacional de Tiro - al Blanco de Chile) - Chili (Federación de Tiro al Vuelo de Chile) - Colombie (Federación Colombiana de Tiro y Caza Deportiva) - Costa Rica (Federación de Tiro (Costa Rica) - FECOTIR) - Cuba (Federación Cubana de Tiro) - République dominicaine (Federación Dominicana de Tiro al Plato) - République dominicaine (Federación Dominicana de Tiro (FEDOTI)) - Équateur (Federación Ecuatoriana de Tiro Olimpico) - Salvador (Federación Salvadorena de Tiro) - Guatemala (Asociacion Deportiva Nacional de Tiro con Armas - de Caza (Guatemala)) - Guatemala (Federación Nacional de Tiro de Guatemala) - Guyana (Guyana National Rifle Association) - Honduras (Federación Nacional de Tiro de Honduras) - Îles Vierges des États-Unis (Virgin Islands Shooting Sports Federation) - Jamaïque (Jamaica Rifle Association) - Sainte-Lucie (Saint Lucia Shooting Association) - Mexique (Federación Mexicana de Tiro y Caza, A.C.) - Nicaragua (Federación Nacional de Tiro Deportivo de Nicaragua) - Panama (Federación Panamena de Tiro) - Paraguay (Federación Paraguaya de Tiro) - Pérou (Federación Deportiva Nacional de Tiro Peruana) - Porto Rico (Fed. de Tiro de Armas Cortas y Rifles de Puerto R.) - Porto Rico (Federación de Tiro de Puerto Rico "Escopeta") - Suriname (Surinam Shooting Federation) - Trinité-et-Tobago (Trinidad Rifle Association) - Uruguay (Shooting Federation Uruguaya) - États-Unis (USA Shooting) - Venezuela (Federación Venezolana de Tiro) | - Afghanistan (Afghanistan National Shooting Sport Federation) - Bangladesh (Bangladesh Shooting Sports Federation) - Bhoutan (Bhutan Shooting Federation) - Bahreïn (Bahrain Shooting Association) - Indonésie (Indonesian Target Shooting and Hunting Association) - Inde (The National Rifle Association of India) - Iran (Shooting Federation Islamic Republic of Iran) - Irak (Iraqi Shooting Federation) - Jordanie (Jordanian Shooting Federation) - Japon (Japan Clay Target Shooting Association) - Japon (National Rifle Association of Japan) - Kazakhstan (Kazakhstan Sports Shooting Federation) - Kirghizistan (Kyrgyzstan Shooting Sport Federation) - Corée du Sud (Korea Shooting Federation) - Arabie saoudite (Saudi Arabian Shooting Federation) - Koweït (Kuwait Shooting Federation) - Liban (Fédération libanaise de tir et chasse) - Macao (Macau China Shooting Association) - Malaisie (National Shooting Association of Malaysia) - Maldives (Shooting Association of Maldives) - Mongolie (Mongolian Shooting Sport Federation) - Birmanie (Myanmar Shooting Sport Federation) - Népal (Nepal Shooting Association) - Oman (Oman Shooting Association) - Pakistan (National Rifle Association of Pakistan) - Philippines (Philippine National Shooting Association (PNSA)) - Qatar (Qatar Shooting & Archery Association) - Singapour (Singapore Shooting Association) - Sri Lanka (National Shooting Sport Federation of Sri Lanka) - Syrie (Syrian Arab Shooting Federation) - Thaïlande (National Shooting Sport Association of Thailand) - Thaïlande (Skeet and Trap Shooting Association of Thailand) - Tadjikistan (Tajikistan Sport Shooting Federation) - Turkménistan (Shooting Sports Federation of Turkmenistan) - Timor oriental (East Timor Shooting Federation) - Chinese Taipei (Chinese Taipei Shooting Association) - Émirats arabes unis (United Arab Emirates Shooting and Archery) - Ouzbékistan (Sport Shooting Federation of Uzbekistan) - Viêt Nam (Vietnam Shooting Federation) - Yémen (Yemen Shooting Federation) | - Albanie (Albanian Shooting Sport Federation) - Andorre (Federacio Andorrana de Tir) - Arménie (Armenian Shooting Federation) - Autriche (Austria Sportsch. Fachverb. Wurfsch.u.Kombination) - Autriche (Österreichischer Schützenbund) - Azerbaïdjan (Shooting Federation of Azerbaijan Republic) - Belgique (Fédération belge de tir aux clays) - Belgique (Royal Belgian Shooting Sport Federation) - Bosnie-Herzégovine (Shooting Federation of Bosnia and Herzegovina) - Biélorussie (Belarusian Shooting Sport Federation) - Bulgarie (Bulgarian Shooting Union) - Bulgarie (Bulgarian Trap and Skeet Federation) - Croatie (Croatian Shooting Federation) - Chypre (Cyprus Shooting Sport Federation) - Tchéquie (Czech Shooting Federation) - Danemark (Dansk Skytte Union) - Espagne (Real Federación Española de Tiro Olimpico) - Estonie (Estonian Shooting Sport Federation) - Finlande (Suomen Ampumaurheiluliitto) - France (Fédération française de tir) - Grande-Bretagne (British Shooting Limited) - Géorgie (Georgian National Shooting Federation) - Allemagne (Deutscher Schützenbund e.V.) - Grèce (Hellenic Shooting Federation) - Hongrie (Magyar Sportlövö Szövetseg) - Irlande (Irish Clay Target Shooting Association) - Irlande (Target Shooting Ireland) - Islande (Skotiprottasamband Islands - STI) - Israël (Israel Shooting Federation) - Italie (Federazione Italiana Tiro a Volo) - Italie (Unione Italiana di Tiro a Segno) - Kosovo (Kosovo Shooting Sport Federation) - Lettonie (Latvian Shooting Federation) - Liechtenstein (Verband Liechtensteiner Schützenvereine) - Lituanie (Lithuanian Shooting Sport Union) - Luxembourg (Fédération Luxembourgeoise de Tir - aux Armes Sportives) - Moldavie (Shooting Federation of the Republic of Moldova) - Macédoine du Nord (Makedonska Sportska Strelacka Federacija) - Malte (Malta Shooting Sport Federation) - Monténégro (Streljacki Savez Crne Gore) - Monaco (Fédération Monégasque de Tir) - Pays-Bas (Royal Netherlands Shooting Sport Association) - Norvège (Norges Skytterforbund) - Pologne (Polski Zwiazek Strzelectwa Sportowego) - Portugal (Federação Portuguesa de Tiro con Armas de Caca) - Portugal (Portuguese Shooting Federation) - Roumanie (Romanian Shooting Sport Federation) - Russie (Russian Shooting Union) - Slovénie (Shooting Union of Slovenia) - Saint-Marin (Federazione Sammarinese Tiro a Segno) - Saint-Marin (Federazione Sammarinese Tiro a Volo) - Serbie (Serbian Shooting Sport Federation) - Suisse (Swiss Shooting Sport Federation) - Slovaquie (Slovak Shooting Federation) - Suède (Swedish Shooting Sport Federation) - Turquie (Turkish Shooting and Hunting Federation) - Ukraine (Ukrainian Shooting Federation) | - Australie (Shooting Australia) - Fidji (The Shooting Association of Fiji) - Guam (Guam National Sport Shooting Federation) - Nouvelle-Zélande (New Zealand Shooting Federation Inc.) - Papouasie-Nouvelle-Guinée (Shooting Association of Papua New Guinea) - Samoa (Samoa Shooting Association) - Tonga (Shooting Association of Tonga) |

## Records
- Championnats du monde :
- .549 2013 .526.(1991)- .446.(2010)
- Coupe du monde :
- .625 2013 .473.(2013)- .407.(2013)
- Finale de coupe du monde :
- .174. 2013 .144.(2013) - .112.(2013)
- Jeux olympiques :
- .107 - .56 - /.49